# Conquista islâmica da Transoxiana
A conquista islâmica da Transoxiana ou a conquista árabe da Transoxiana foi a conquista da Transoxiana pelos muçulmanos e árabes, como parte da expansão islâmica.

## Batalhas entre muçulmanos e turcos
Como corolário da conquista islâmica da Pérsia, os muçulmanos tornaram-se vizinhos dos turcos do Transoxiana, que eram predominantemente seguidores do Tengriismo, e alguns do Xamanismo. Com a chegada dos árabes ao Transoxiana, seguidos da dissolução do Império Persa Sassânida, os turcos e os árabes tiveram uma longa série de confrontos e batalhas entre si. Os turcos, especialmente os Turguexe sob a liderança de Suluque, e os cazares sob Barjique, entraram em confronto com os seus vizinhos árabes, a fim de interromper o processo regional de arabização e islamização.
Embora as batalhas principais entre turcos e muçulmanos tivessem ocorrido principalmente na região de Transoxiana, no Transoxiana, os cazares são considerados como tendo um papel de menor importância no front do Transoxiana, com as suas campanhas ocorrendo principalmente fora da região, como o Cáucaso, Cáucaso do Norte, Mosul, bem como a cidade de Atil, a capital dos cazares. Os búlgaros também desempenharam um papel importante contra os árabes no segundo cerco árabe de Constantinopla.